# Biereiche

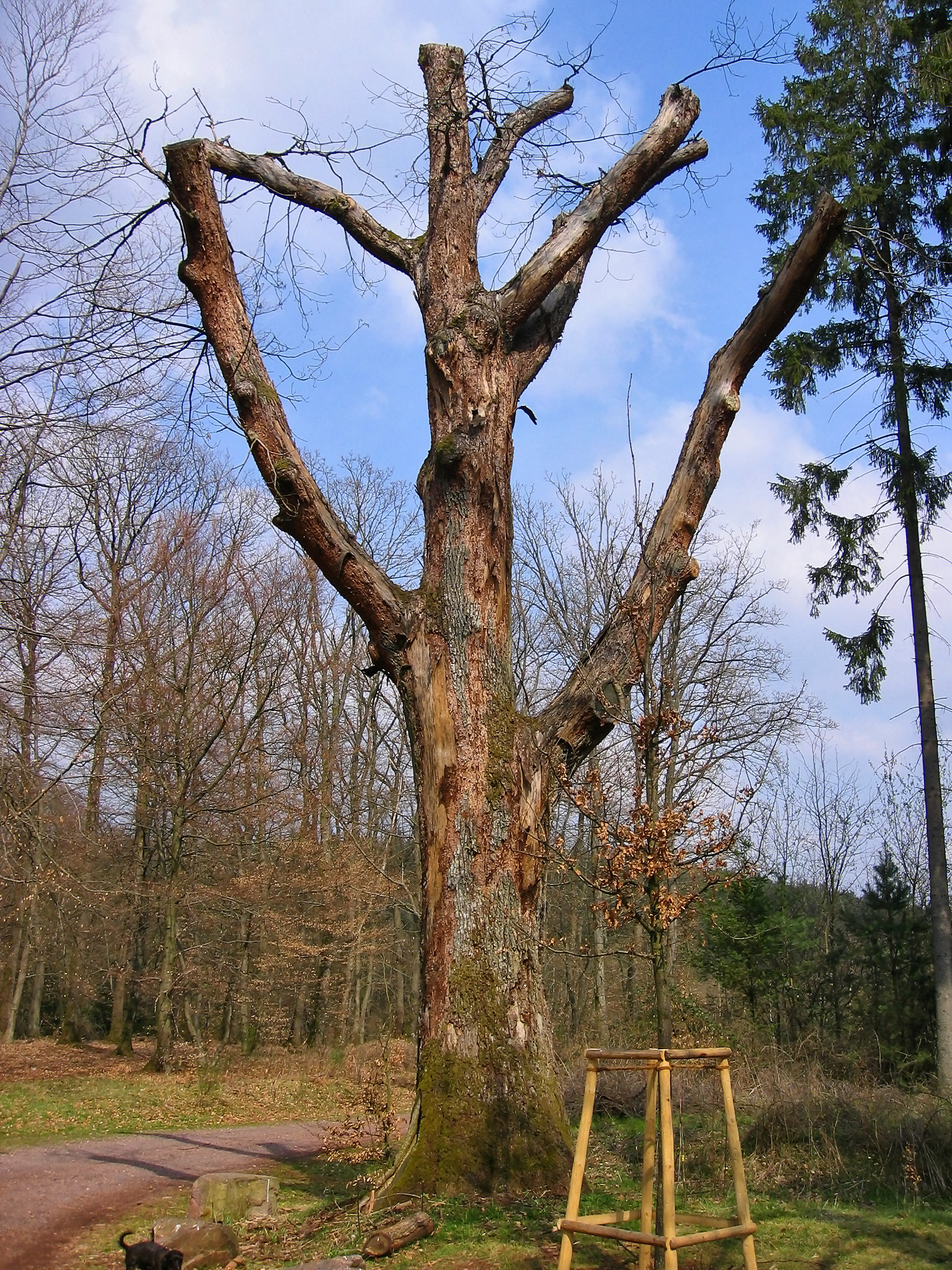
Biereiche im April 2004

Die Biereiche war ein Baum im Kammerforst in Merzig. Sie war einer der ältesten Bäume im Saarland, ihr Alter wurde auf über 300 Jahre geschätzt und der Stammdurchmesser betrug mindestens 1,20 m. Sie wurde 2005 gefällt.

## Biereichenfest
Im Jahre 1956 teilte ein Redakteur der Saarbrücker Zeitung, Theo Plettenberg, den Lesern mit, dass man unter der sogenannten „Biereiche“ auf der Lichtung im Kammerforst Merzig am 1. April für alle Spaziergänger einen Kasten Bier deponieren werde. Aus dem Aprilscherz wurde ein Fest, das jedes Jahr auf der Lichtung im Wald gefeiert wird – das Biereichenfest. Wurde das Biereichenfest früher von der Saarfürst-Brauerei ausgetragen, findet es nun unter der Regie des Brotdorfer Vereins „Die Strammen e.V.“ statt.